# No Lie
"No Lie" é uma canção do rapper 2 Chainz com participação do rapper canadiano Drake do álbum Based on a T.R.U. Story (2012), lançada como primeiro single do disco em 8 de maio de 2012. Foi escrita por Tauheed Epps, Aubrey Graham, Michael Williams, Marquel Middlebrooks e produzida por Mike WiLL Made It e Marz. Após ser lançada no iTunes Store, com base nos downloads digitais, "No Lie" estreou nas 50 mais vendidas da Billboard Hot 100, chegando mais tarde á vendas de 1 milhão de cópias e certificação de ouro pela RIAA.

## Desempenho nas paradas musicais

### Posições
| Parada musical (2012)                              | Melhor posição |
| -------------------------------------------------- | -------------- |
| Estados Unidos - (Billboard Hot 100)               | 24             |
| Estados Unidos - (Billboard Hot R&B/Hip-Hop Songs) | 1              |
| Estados Unidos - (Billboard Rap Songs)             | 1              |

### Certificações
| País           | Associação | Certificação | Vendas  |
| -------------- | ---------- | ------------ | ------- |
| Estados Unidos | RIAA       | Ouro         | 500,000 |